# Chrysler Fifth Avenue
Chrysler New Yorker (Крайслер Нью Йоркер) — американський повнорозмірний легковий автомобіль, що випускався Chrysler Corporation з 1939 по 1996 рік.
Велику частину своєї історії ця модель займала в модельному ряду корпорації проміжне положення між дешевшими масовими моделями та ексклюзивними Chrysler Imperial та Imperial, приблизно відповідаючи автомобілів таких конкурентних брендів, як Buick, Oldsmobile та Mercury.
Після припинення виробництва автомобілів під маркою Imperial в 1976 році, New Yorker став флагманом концерну, і утримувався в цьому положенні до самого зняття з виробництва, з короткими перервами в 1981 - 1983 та 1990 - 1993 роках, коли на кілька років було відроджено ім'я «Imperial».
У всіх поколіннях ця модель була одним з найбільш дорогих і дорого оснащених автомобілів марки.
Торгова марка Fifth Avenue використовувалася Chrysler Corporation для найбільших моделей з 1979 до 1993 рр.

## Початок

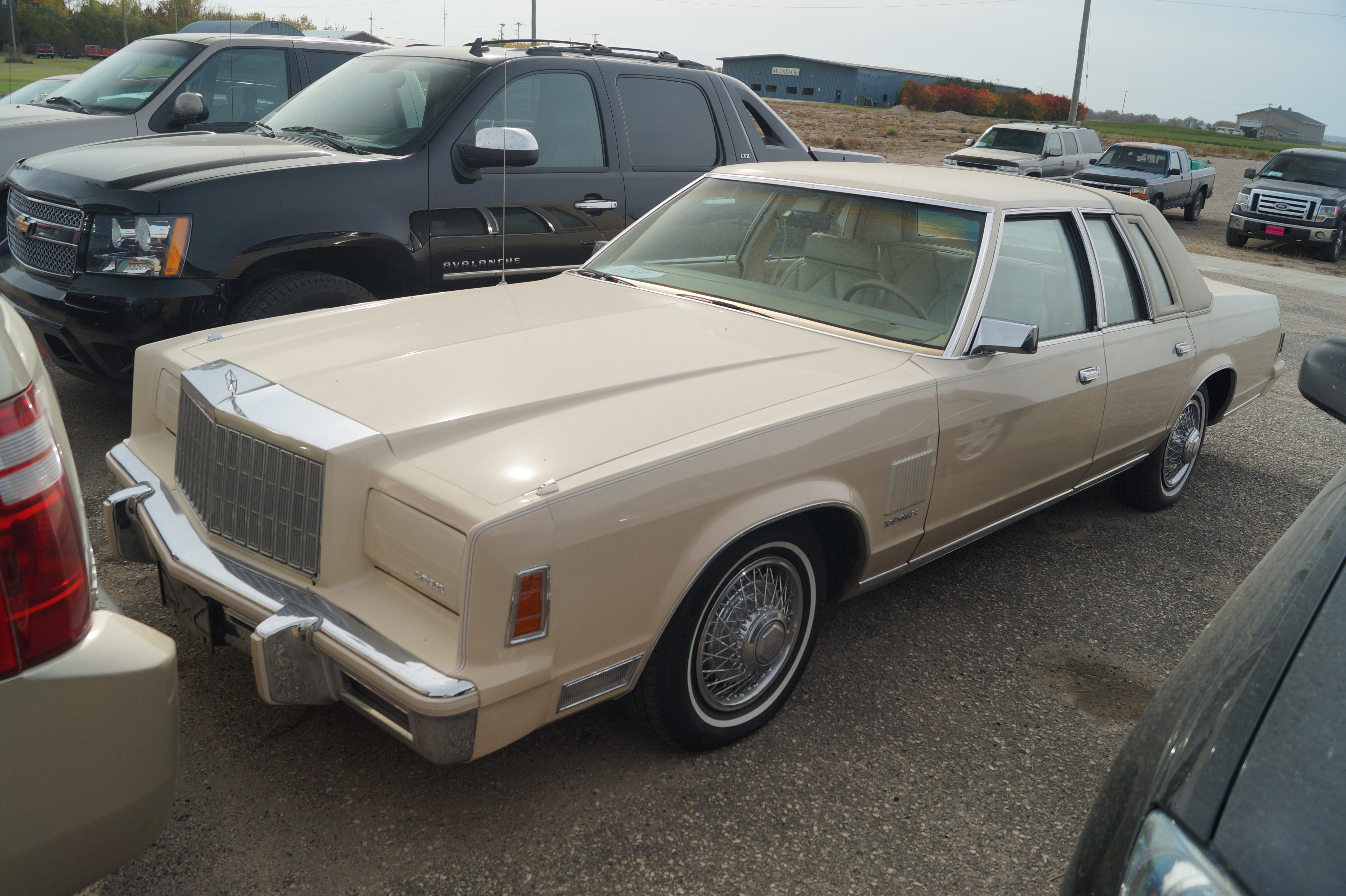
Chrysler New Yorker Fifth Avenue (R-Body)

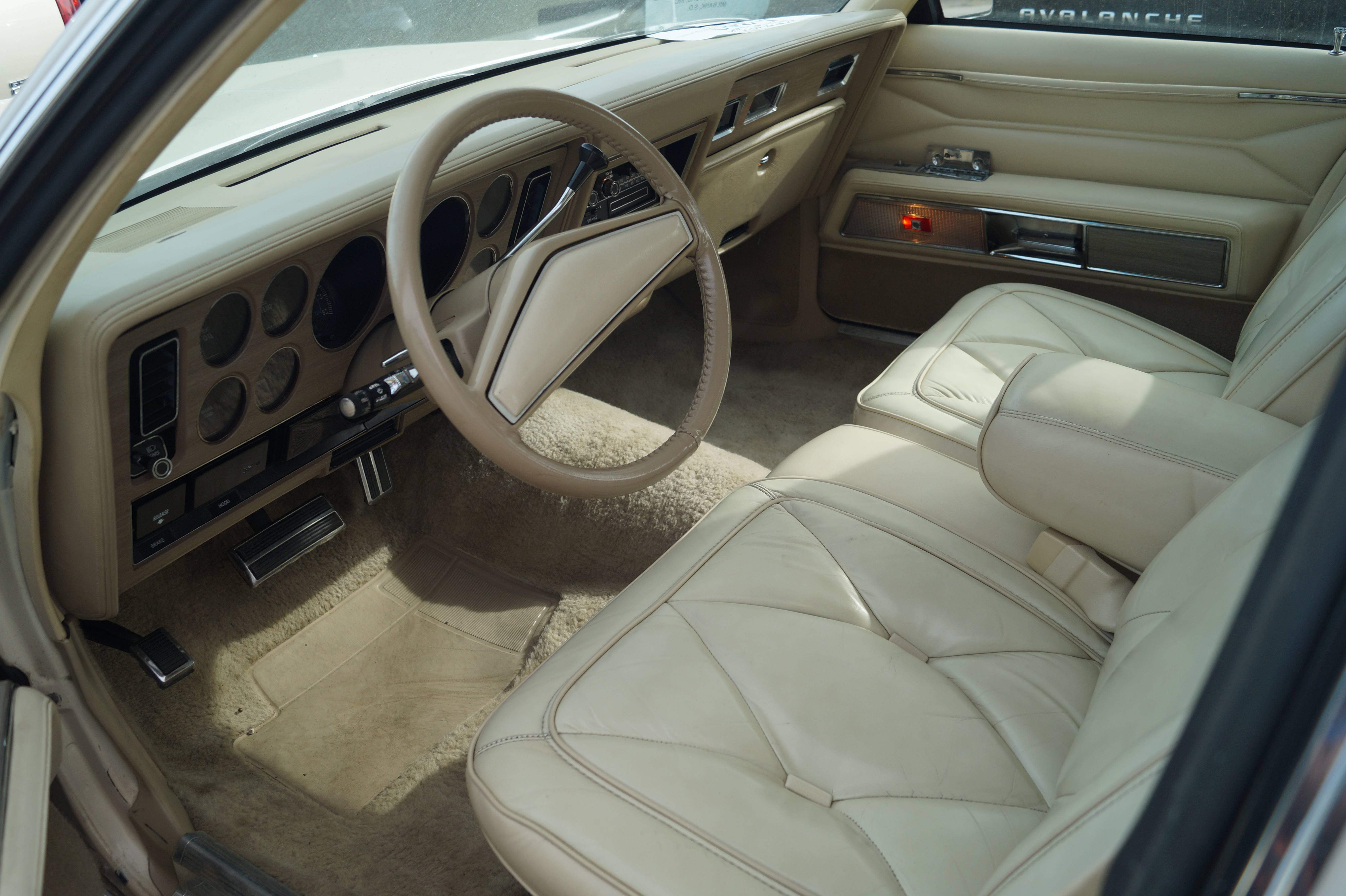

Назва «П'ята Авеню» було вибрано на честь вулиці в місті Нью-Йорк штату Нью-Йорк в США. На ній розташовано безліч висококласних магазинів і культурних пам'яток. Вперше ця назва була використана для модифікації седана Chrysler New Yorker (R-Body). Це покоління Крайслерів, хоч і стало трохи меншим від рекордних розмірів поколінь 1970-х років, але все ще було оснащено двигуном V8 і заднім приводом. При замовленні комплектації New Yorker Fifth Avenue Edition покупець отримував автомобіль в двокольоровому бежевому виконанні зі шкіряним інтер'єром. Була стандартна вініловий дах ландо і кілька незвичайних оперних вікон, які відкривалися з задніми дверима. Пакет був настільки повністю з колірним кодуванням, що навіть смуги тертя бампера були бежевими. Цей кузов зберігався протягом трьох років, хоча додаткові кольори для П'ятої Авеню були додані в 1980 і 1981 рр. 
У 1980 році пакет Fifth Avenue був створений в ASC (American Sunroof Corporation) для Chrysler LeBaron, який розділив платформу Chrysler M з Dodge Diplomat. Цей пакет з рідкісною опцією, вироблений на 654 LeBarons протягом року, включав багато з зовнішніх особливостей, знайдених на New Yorker Fifth Avenue в меншому, більш помітному пакеті.

## Перше покоління

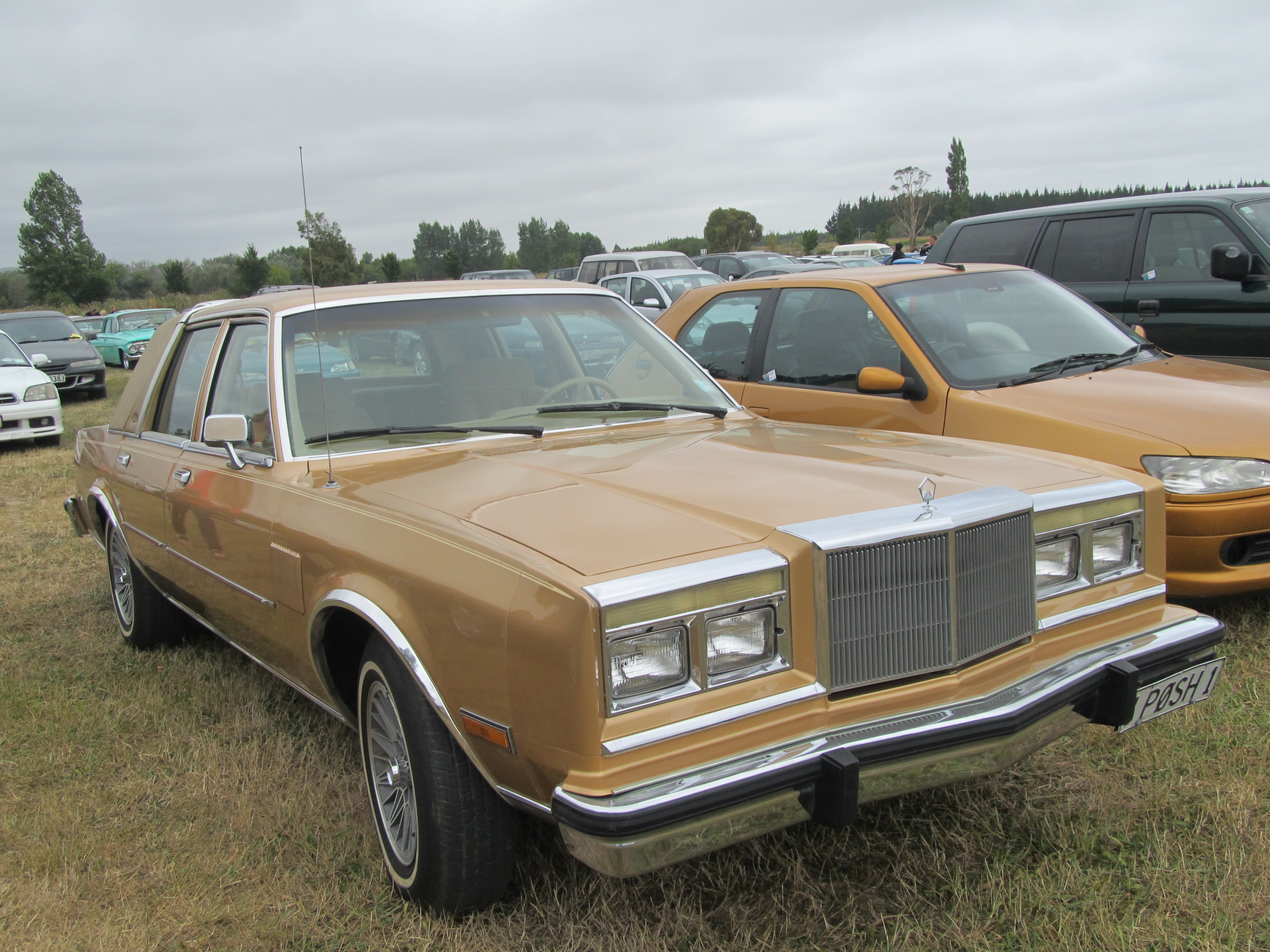
Chrysler Fifth Avenue

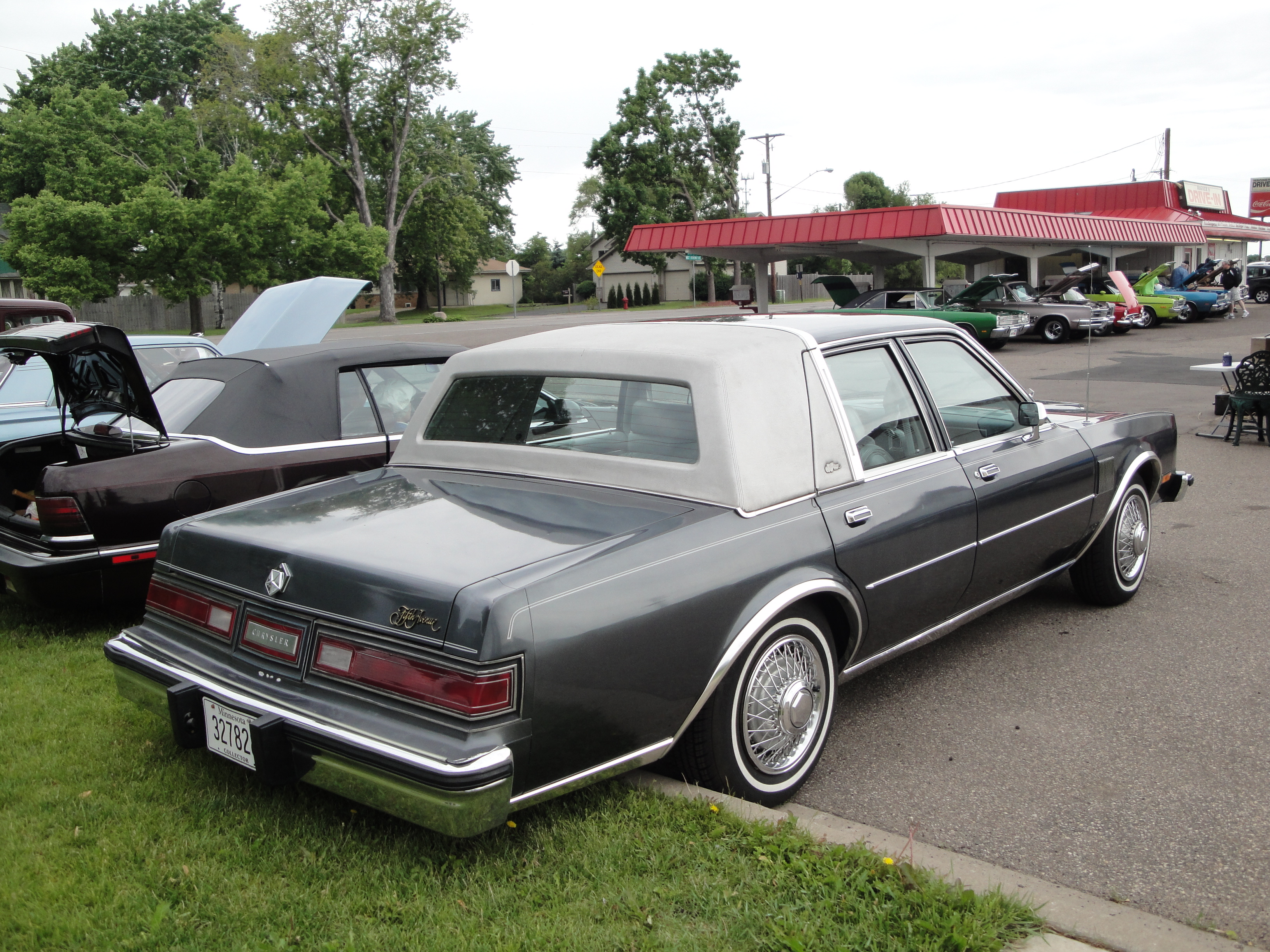

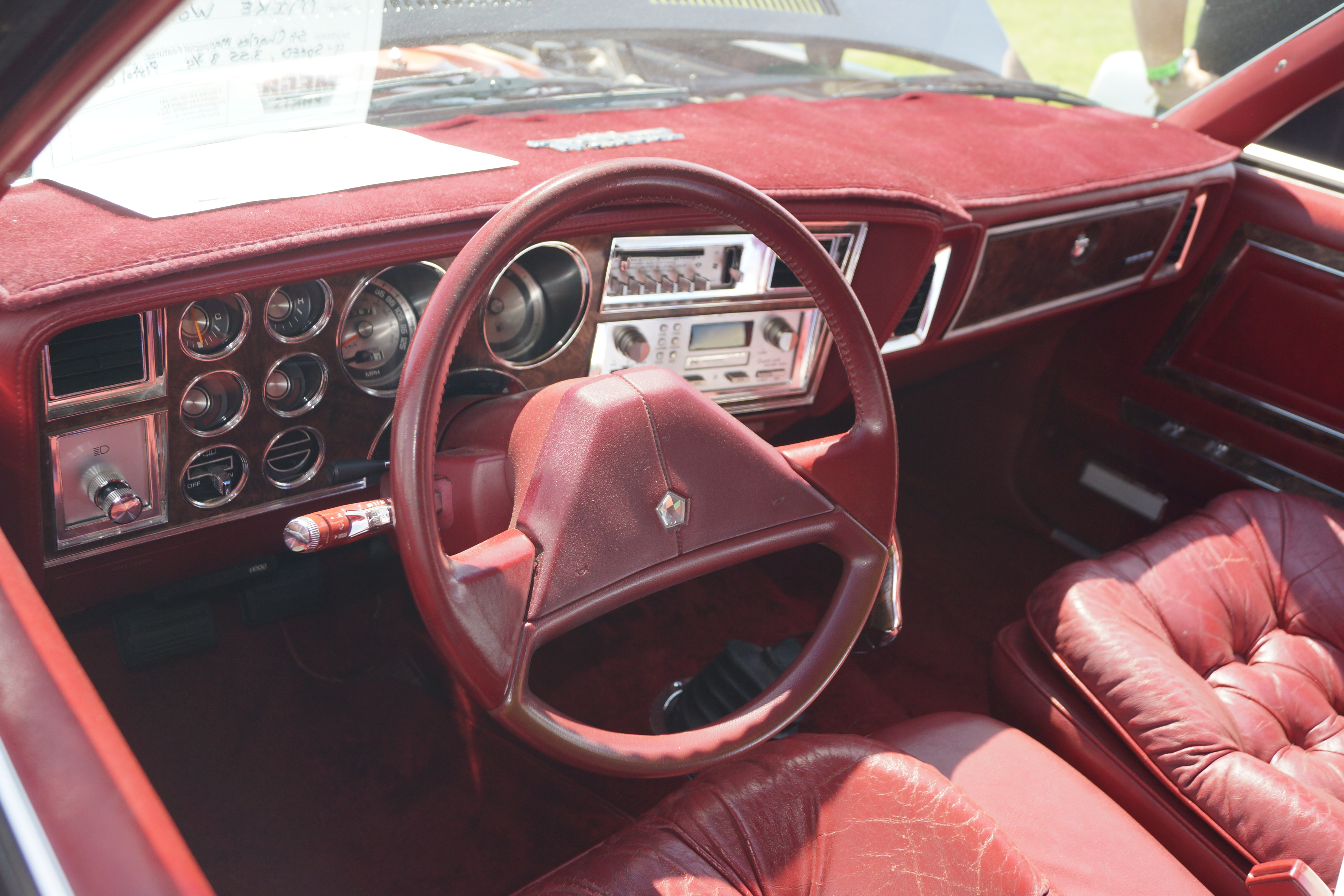

Після припинення виробництва R-body і передачі назви LeBaron платформі K-body, New Yorker був знову зменшений в 1982 році, ставши моделлю середнього розміру. Комплектація П'ята Авеню все ще була доступна як пакет опцій за $ 1244. Він був адаптований від пакета більш раннього LeBaron, з відмінним винильним дахом, електролюмінесцентними оперними лампами і задньою панеллю, адаптованої від Dodge Diplomat, хоча зміненої. Інтер'єри представляли м'які місця з кнопками, покриті або «оксамитом Кімберлі», або «коринфскою шкірою», вибір яких залишався незмінним по всьому автомобілю, килими були більш щільні, а інтер'єр мав більше хромової обробки. Один варіант Fifth Avenue також включав освітлений вхід, стерео AM/FM з заднім підсилювачем, потужні дверні замки, управління місцем водія в 6 режимах, антену електроживлення, віддалене відкриття багажника, подвійні бічні дзеркала, повне підпокриття, пасажирське дзеркало, стрічкові смуги, що блокують провідні колісні покриття, так само як і стандартний двигун 5.2 л V8 (318). 1982 можна вважати першим роком, коли купе і універсал на платформі M-body більше не виготовлялися, і останнім роком для додаткового стерео AM/FM з 8 треками і стерео AM/FM з інтегрованим CB. Зовнішність Fifth Avenue Edition New Yorker можна відрізнити від звичайного New Yorker за наступними деталями: оперні вогні, смуги на капоті і значки Fifth Avenue Edition на даху.
У 1983 році New Yorker і Fifth Avenue розійшлися. New Yorker все ж знову був зменшений і став передньопривідним автомобілем, обладнаним двигуном з чотирма циліндрами.
Попередній автомобіль тепер назвали New Yorker Fifth Avenue, це став останнім роком M-body, зроблених в Канаді, і останнім роком для додаткової коробки «Chronometer» з встановленими годинами, 1983 був також останнім роком пропозиції двигуна 225 Slant-six, так само як і всього аналого-налаштованого радіо і педалей з хромової обробкою.
У 1984 році модель просто назвали Fifth Avenue. Задньопривідний Fifth Avenue продовжив існувати протягом шести успішних років і виявився останнім Chrysler з V8 і заднім приводом, поки Chrysler 300 не відновлений в цій конфігурації в 2005 році. Всі Fifth Avenue з 1984 до 1989 року були оснащені двигуном 5.2 л V8 (318 in³), в парі з відомою у Крайслера автоматичною трансмісією Torqueflite. Модель 1988 року з 5.2 л видавала 140 к.с.
За шість років відбулися наступні зміни:
- 1984 - Значок New Yorker замінений значком Fifth Avenue на кришці багажника; значок «Fifth Avenue Edition» є і на задніх дверях, додано нове кермове колесо. Правильний Pentastar був замінений на кришталевий і тепер використовувався на капоті і кермовому колесі, де триває до кінця. Ручки двірника тепер стали чорними (замість срібних). Блоки двигуна також були пофарбовані в чорний (попередні були пофарбовані в світло-синій). Додаткові 10 спиць зі сплаву «Road Wheels» були замінені новими додатковими колесами зі сплаву «Snowflake».
- 1985 - Представлена нова чорна кнопка перемикання передач (моделі 1982-1984 мають хромовані кнопки). Важіль сигналу повороту тепер також чорний (у моделей 1984 і нижче ключовим був колір інтер'єру) за винятком моделей з двокольорового забарвленням.
- 1986 - Ключ запалювання нового стилю і високо-встановлена лампа зупинки в центрі (останній федеральний мандат). Моделі з двома кольорами мали нижчі лінії даху. Значок / перекладна картинка на капоті змінилася з хромованою зірки Chrysler на чистий пластмасовий Chrysler Star.
- 1987 - Запропоновано нове кермове колесо, колеса зі сплаву останнього року, двоколірна забарвлення і задній стереопідсилювач. Також останній рік для настілки килимів глибокої ворсу на 17 унцій і останній рік, коли перемикач радіо, фар і контроль клімату були срібними.
- 1988 - Вініловий дах перестилізований; нижній край покриття парусної панелі розширено нижче хромового порога вікна. Значок «Fifth Avenue Edition» замінений кришталевим Pentastar, оточеним золотим вінком. Бокове місце водія тепер має ручне глибоке крісло (попередні моделі мали пристрої регулювання з 6 режимами, але без глибокого крісла). Передні підголівники стали м'якшими. Панелі дверей перестилізовані, а нові дзеркала стандартні. Верхня консоль стала доступною. Бічна повітряна подушка водія стала додаткової в травні цього року.
- 1989 - Подушка безпеки для водія стандартна. У свій час Fifth Avenue (так само як і його близнюки з М-кузовом) був одним з єдиних автомобілів, які пропонували подушку безпеки з нахилом кермового колеса.

### Двигуни
- 5.2 L LA V8
- 3.7 L I6

## Друге покоління

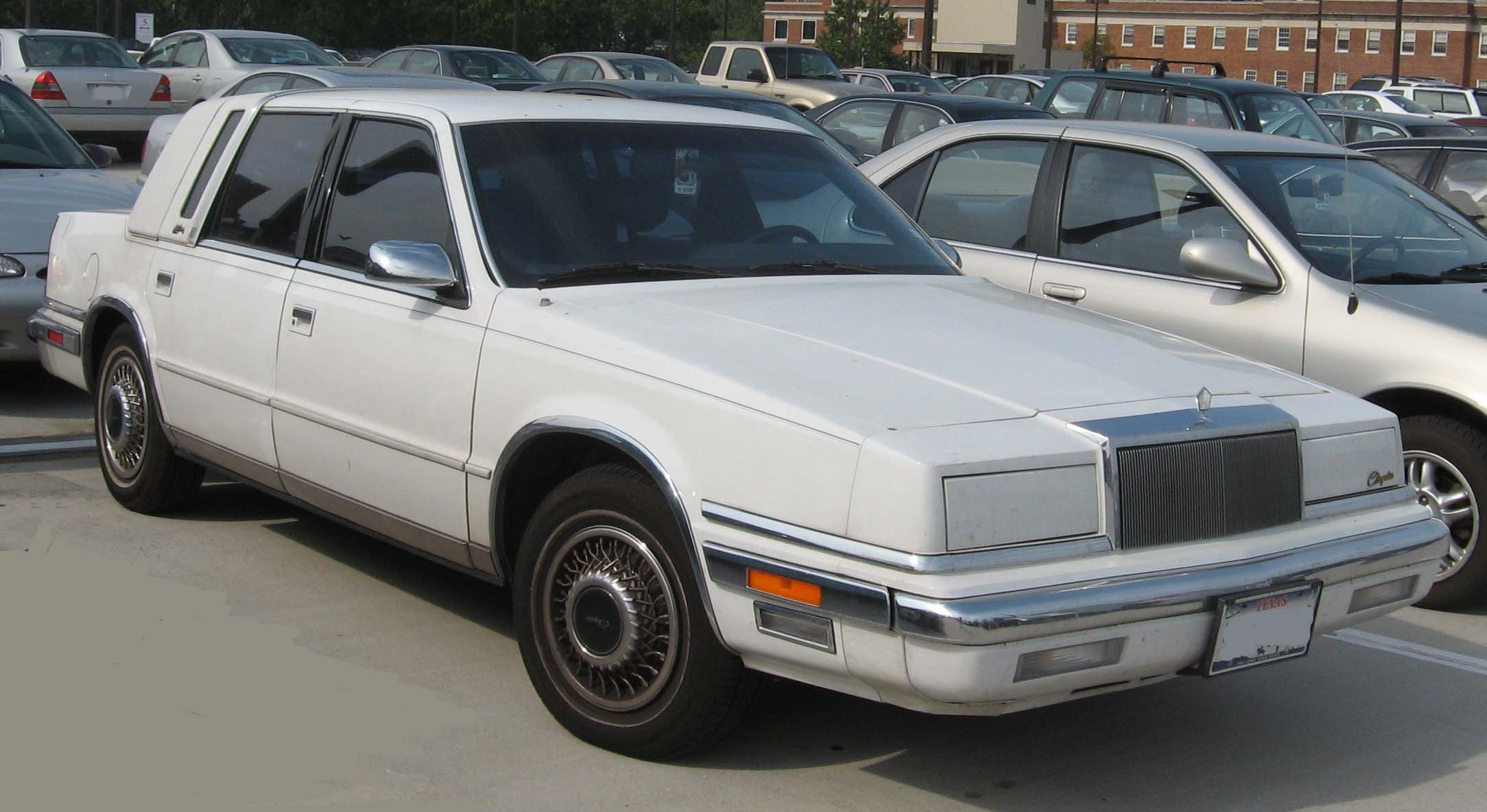
Chrysler New Yorker Fifth Avenue (1990-1991)

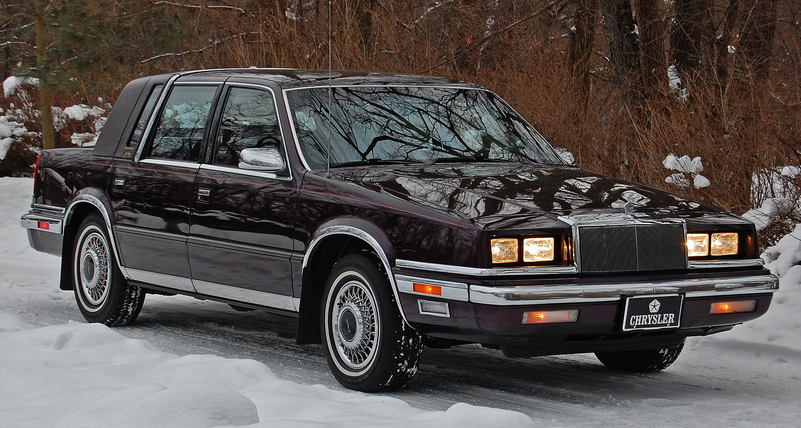
Chrysler New Yorker Fifth Avenue (1990-1991)

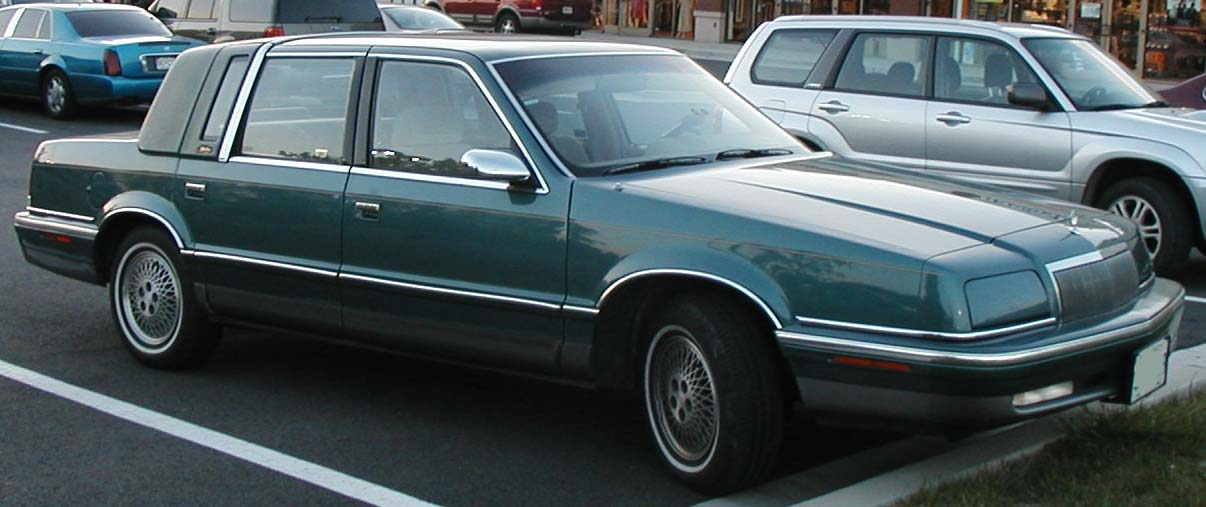
Chrysler New Yorker Fifth Avenue (1992-1993)

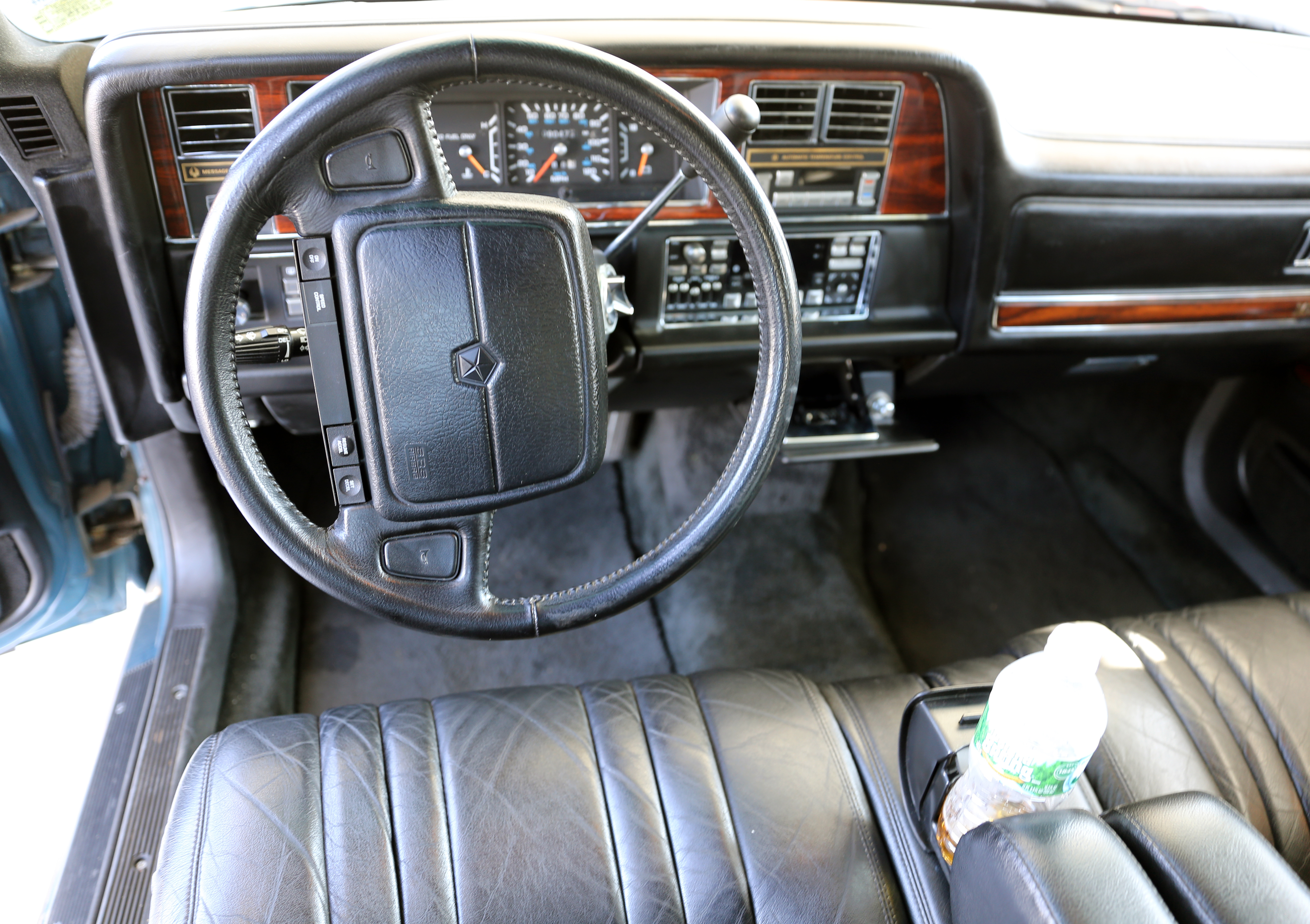

1990 ознаменувався поверненням попереднього зв'язку між New Yorker і Fifth Avenue, оскільки Fifth Avenue став моделлю New Yorker. Новий Fifth Avenue був також цього разу класифікований як повнорозмірна модель; незважаючи на те, що був меншим ніж перше покоління. Однак було деяке незалежне розходження, бо New Yorker Fifth Avenue використовував трохи довше шасі, ніж стандартний автомобіль Chrysler New Yorker.
Покриті шкірою автомобілі мали логотип Mark Cross на сидіннях і, зовні, на емблемі, яка додається до алюмінієвої смуги перед вікнами задніх дверей.
У цій формі він нагадував недавно-відновлений Chrysler Imperial, хоча деяка відмінність була між автомобілями, коли Fifth Avenue (поряд зі своїм New Yorker Salon) отримав змінені, округлені передню і задню частини для моделі 1992 року, в той час як Imperial продовжував свою оригінальну чітко-вирівняну форму.
Назву Fifth Avenue припинили використовувати в кінці 1993 року, коли New Yorker замінили, спершу Chrysler Concorde, а потім перепроектувати в довший і аеродинамічний 1994 New Yorker.

### Двигуни
- 3.3 L EGA V6 147 к.с.
- 3.8 L EGH V6 150 к.с.